# Couvent franciscain de Fojnica
Le couvent franciscain de Fojnica est un couvent de franciscains situé à Fojnica et dans la municipalité de Fojnica en Bosnie-Herzégovine. Il a été construit à partir de 1864. L'église du couvent, dédiée au Saint Esprit, ainsi que les collections musée et de la bibliothèque sont inscrites sur la liste des monuments nationaux de Bosnie-Herzégovine,.

## Localisation

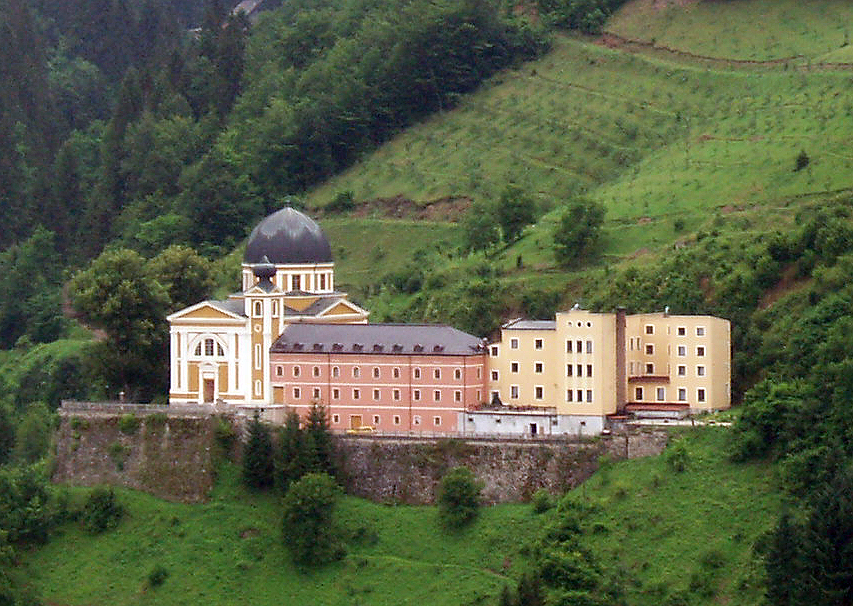
Vue générale du couvent

## Architecture

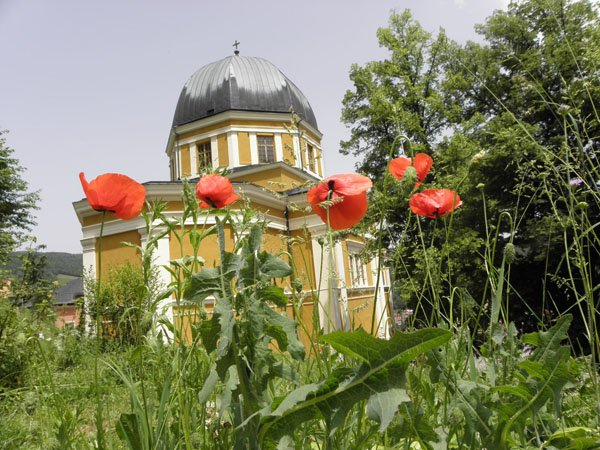
Vue de l'église du Saint-Esprit